# Isuzu Axiom
Isuzu Axiom ― це середньорозмірний позашляховик, представлений компанією Isuzu в 2001 році для 2002 модельного року. Axiom походить від Isuzu Rodeo і мав стати відповіддю Isuzu на популярність позашляховиків на базі легкових автомобілів, таких як Toyota Highlander, замінивши Trooper як флагманський автомобіль Isuzu в Сполучених Штатах.

## Огляд

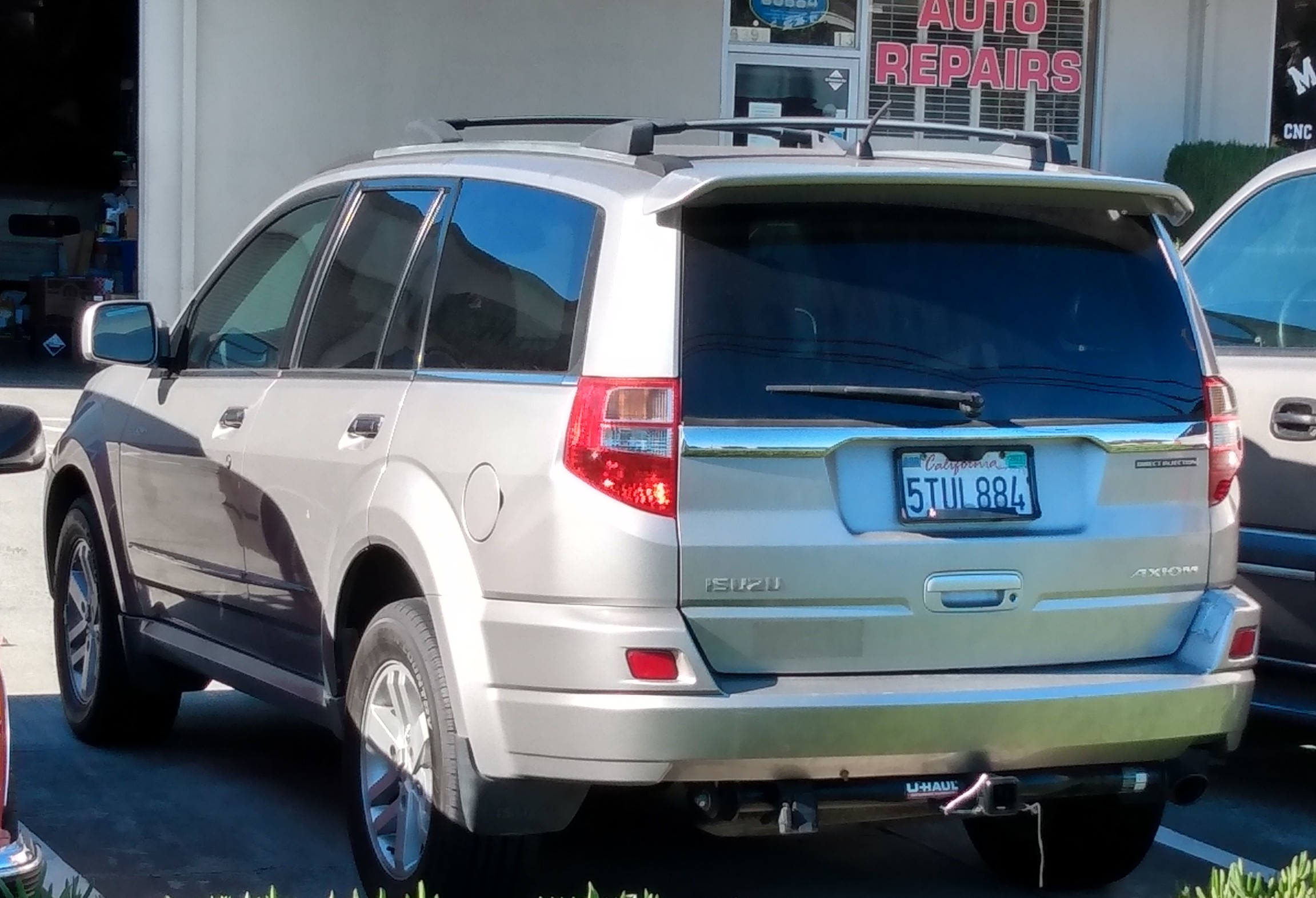

Axiom, що продавався виключно в США та Коста-Ріці, вироблявся поряд з Rodeo в Лафайєті, штат Індіана, на заводі Subaru Isuzu Automotive, Inc. Своєрідний дизайн і платформа на базі пікапа були погано сприйняті на ринку. Axiom був знятий з виробництва і замінений на Isuzu Ascender на базі Chevrolet TrailBlazer в 2004 році, що призвело до припинення виробництва і продажу легкових автомобілів Isuzu в Північній Америці в 2009 році.

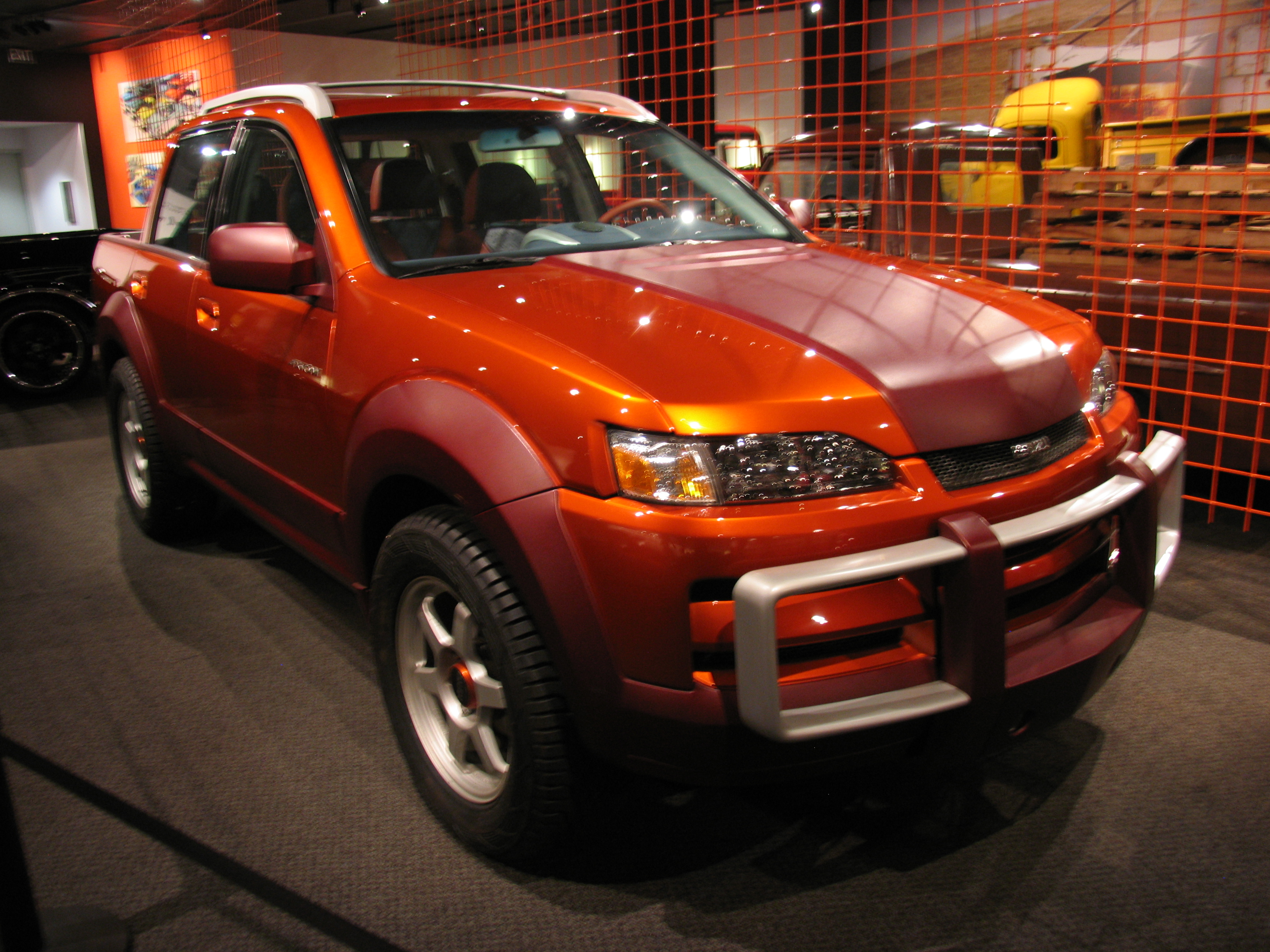
Isuzu Axiom XST концепт

Axiom мав дві комплектації: базову та підвищеного рівня XS. Комплектація XS мала такі функції, як протитуманні фари, люк, підігрів передніх сидінь, дзеркала з автоматичним затемненням і функцією Homelink, аудіосистему преміум-класу з 12 динаміками та шкіряну оббивку салону. Назва «Axiom» була визначена в результаті конкурсу, проведеного компанією Isuzu, в якому переміг доктор Хакан Урей з Редмонда, штат Вашингтон, який запропонував цю назву і виграв свій власний Axiom в 2001 році. Це слово означає усталене, прийняте або самоочевидне твердження чи пропозицію.
Axiom доступний з системою повного приводу Torque-On-Demand, двигуном 6VE1-DI V6 з прямим впорскуванням і автоматичною коробкою передач Aisin Warner AW30-40LS, яка була додана в 2004 році, збільшивши потужність з 230 до 250 к.с. (172 до 186 кВт). Також була додана нова хромована решітка радіатора і хромована задня накладка, яка тягнеться від лівого заднього ліхтаря до правого.
Виробництво Axiom було припинено в липні 2004 року, а завод в Лафайєті був переобладнаний для виробництва Subaru B9 Tribeca. З відкликанням Rodeo та Axiom компанія Isuzu, яка колись продавала повну лінійку легкових автомобілів, вантажівок та позашляховиків, більше не пропонувала в США жодних споживчих автомобілів японського виробництва (у 2006-2009 роках модельний ряд складався лише з перероблених автомобілів General Motors).
У 2013 році було оголошено відкликання Isuzu Axiom через серйозні проблеми з іржею, номер кампанії NHTSA 13V547000.
Axiom - це дещо розбавлена серійна версія концепту Isuzu ZXS 1999 року, який дебютував на Токійському автосалоні в 1999 році. Isuzu також побудувала 3 концепти Axiom: 2001 Axiom XSF, 2002 Axiom XSR і 2003 Axiom XST.
Пізніше китайський виробник Great Wall скопіював дизайн Axiom для свого позашляховика Haval H3/Hover, хоча і з невеликим рестайлінгом кузова.
У фільмі 2001 року «Діти шпигунів» та його сиквелі 2002 року з'явився Isuzu Axiom в рамках рекламної кампанії, навіть був використаний лінзоподібний постер та машинка на радіокеруванні, виготовлена RadioShack.